# Acanthocoleus chrysophyllus
Acanthocoleus chrysophyllus là một loài Rêu trong họ Lejeuneaceae. Loài này được (Lehm.) Kruijt mô tả khoa học đầu tiên năm 1988.